# Calilena absoluta
Calilena absoluta là một loài nhện trong họ Agelenidae.
Loài này thuộc chi Calilena. Calilena absoluta được Willis J. Gertsch miêu tả năm 1936.